# Асен Чандъров
Асен Руменов Чандъров е български професионален футболист, който към 20 юли 2025 г., играе като полузащитник за  Черно море (Варна).
Син е на бизнесмена Румен Чандъров, собственик на футболната школа ДИТ и ПФК Септември (София).

## Биография
Роден е на 13 ноември 1998 в София, България. Висок е 1,85 метра.

## Кариера
Чандъров започва младежката си кариера в академията на Детска Футболна Академия - Комета. През 2015 г. ДИТ, закупува Септември София и Чандъров е повишен в първия отбор. В началото на 2016 г. той е изпратен на заем в Пирин Разлог до края на сезона. Чандъров започва с летния лагер на Ботев Пловдив, а по-късно подписва с отбора. На 30 юли 2016 г. дебютира за тима в Първа лига в мач срещу Локомотив Пловдив. Скоро след като баща му напуска Ботев, Чандъров също напуска клуба и се завръща в Септември София. Той прави своя втори дебют за тима на 12 септември 2016 г. в мач срещу Етър Велико Търново.
На 29 март 2017 г. е обявено, че поради контузия, получена в последния мач в Юношески национален отбор на България по футбол до 19 години, Чандъров ще пропусне края на сезон 2016 – 17 и Европейско първенство по футбол за юноши до 19 г. през юли 2017 година.